# Julius Ellenbogen
Julius Ellenbogen (* 7. April 1878 in Bruchsal; † 30. August 1961 in Freiburg im Breisgau) war ein deutscher Jurist.

## Werdegang
Ellenbogen kam als Sohn des Daniel Ellenbogen und der Babette Ellenbogen, geb. Hirsch, zur Welt. Nach dem Studium der Rechtswissenschaft an der Universität Heidelberg ließ er sich 1903 in Karlsruhe als Rechtsanwalt nieder. Von 1928 bis 1940 war er Mitglied des Oberrats der Israeliten Badens, Geschäftsführer und vom 3. August 1938 an dessen letzter Vorsitzender. Im Rahmen der Wagner-Bürckel-Aktion wurde er am 22. Oktober 1940 zusammen mit seiner Frau und den meisten badischen Juden in das Internierungslager Gurs deportiert.
Ende 1945 kehrte er nach Deutschland zurück. Er wurde Richter am obersten Gericht für die Französische Besatzungszone und Vorsitzender einer Spruchkammer. Noch 1945 rief den Oberrat wieder ins Leben und blieb bis zu seinem Tod dessen Präsident.

## Ehrungen
- 1952: Verdienstkreuz am Bande der Bundesrepublik Deutschland